# Forradalom (kiadvány)
Forradalom a baloldali szociáldemokraták illegális kiadványa. Megjelent Kolozsvárt 1940 augusztusában Jordáky Lajos szerkesztésében. Programnyilatkozatokban Erdély lakosainak testvéri együttműködése mellett foglalt állást s a szocializmust hirdette. Kiadásában részt vett Lengyel Samu, Neumann József, Nagy Sándor és a kommunista Vasile Pogăceanu.